# Conjunto histórico de Cangas del Narcea
Tiene gran cantidad de monumentos, repartidos entre iglesias, palacios, y casonas, entre las que destacaremos:
- La colegiata de Santa María Magdalena, situada en la villa de Cangas del Narcea, de estilo barroco. La fachada da idea de superficie plana rematada por dos torres con tejado de pizarra. La portada principal con arco de medio punto y con una hornacina que tiene la imagen de la Magdalena, culmina en un tímpano con el escudo del fundador, el arzobispo de Granada nacido en Cangas, don Fernando de Valdés. El interior es de una sola nave, con capillas laterales, crucero y cabecera plana. Está completamente abovedada y con cúpula en el centro del crucero.

- El palacio de Omaña, está situado en la villa junto a la Plaza Mayor, es del siglo XVI, siendo reformado posteriormente. De su estructura original conserva la puerta con arco de medio punto y los escudos familiares. En los siglos XIX y XX, fue modernizado con ventanas, un mirador y dos puertas.

- El palacio de Toreno del siglo XVII, de planta cuadrada con patio central y torres. Su fachada es de composición simétrica y hecha de sillar. El primer piso tiene balcones con repisa de piedra. El patio tiene en el primer piso columnas que soportan un corredor de madera. Es Monumento Histórico Artístico.

- El Monasterio de Corias, grandioso edificio también llamado el Escorial Asturiano, es Monumento Histórico Artístico. Su creación se remonta al siglo XI, de su primera construcción quedan algunos restos, pero fue en el siglo XVII, donde se reemplaza por un gran templo renacentista de estilo herreriano, realizado por Domingo de Mortera. Es de planta de cruz latina con larga nave, capillas laterales, crucero y amplio presbiterio. En las intersecciones entre nave y crucero hay una cúpula sobre pechinas iluminada por una linterna. Su interior es severo pero con una bonito tratamiento colorista que distingue los elementos estructurales y las zonas cubiertas con cal. También aquí ha habido una evolución de estilos pasando de la austeridad del clasicismo al recargo del barroco y esto se ve en las capillas, el coro, los presbiterios y en general en todo el templo de Corias, llenándose los altares de tallas de madera, retablos, sillerías, etc. Su retablo mayor y sus laterales se consideran uno de los mejores del barroco en Asturias. El monasterio sufrió un incendio y fue reconstruido en 1763, por Miguel Ferro haciendo un gran edificio rectangular de tipo neoclásico, distribuyendo todas sus dependencias alrededor de dos patios, quedando la iglesia oculta en uno de sus alas, sólo resaltando en altura el frontón de su fachada, que es de cuatro alturas, donde se repiten de forma monótona balcones y ventanas. El monasterio fue restaurado de nuevo en 1986.

- La iglesia de Santa María, con una primera estructura románica. La iglesia es de nave única con bóveda de cañón y ábside semicircular, siendo reformada en el siglo XV, donde se abrió otra puerta con arco de medio punto. El ábside está cubierto por un retablo realizado en madera dorada y policromada del siglo XVIII. Es Monumento Histórico Artístico.

- Hay más iglesias dentro de lo que se llama románico en Cangas del Narcea, entre las que nombraremos: San Vicente de Naviego, San Salvador de Cibuyo, San Pedro de Coliema, Santa María del Carballo, Nuestra Señora de Acebo, etc.

Entre los palacios y casonas rurales destacaremos:
- El palacio de Sierra en Llamas del Mouro, del siglo XVII, es de estructura cuadrada en torno a un patio, con tres torres, dos torres a los lados de la fachada y la tercera en la parte trasera. La fachada principal es de dos pisos que está recorrida por una balconada sobre la que aparecen los escudos familiares. Al lado izquierdo está la capilla a la que se accede desde el exterior, o a través de una tribuna que comunica con el palacio.

- El palacio de Sierra en Jarceley, es de estructura simétrica, con dos cuerpos laterales. La fachada principal tiene una gran balconada y en el centro el escudo de armas. La parte trasera es de dos pisos, el inferior formado por arcos de piedra y el superior con una gran galería sustentada por columnas.

## Otros monumentos
- Palacio de Peñalba
- Capilla del Santísimo Cristo del Hospital
- Teatro Toreno
- Barrio de Entrambasaguas y ponte "romana"
- Santuario del Acebo

- Datos: Q2880639
- Multimedia: Conjunto Histórico de Cangas del Narcea / Q2880639